# Films församling
Films församling var en församling i Uppsala stift och i Östhammars kommun i Uppsala län. Församlingen uppgick 2010 i Dannemorabygdens församling.

## Administrativ historik
Församlingen har medeltida ursprung. 1735 utbröts Österby bruksförsamling som kapellförsamling vilken 1879 eller senare åter införlivades.
Församlingen utgjorde till 1943 ett eget pastorat för att därefter till 2010 vara moderförsamling i pastoratet Film och Dannemora som 1962 utökades med Morkarla församling. Församlingen uppgick 2010 i Dannemorabygdens församling.

## Kyrkor
- Films kyrka